# 峰晃弘
峰 晃弘（みね あきひろ、12月30日 - ）は、日本の男性声優。神奈川県出身。アクセルワン所属。

## 略歴
2016年4月1日付けでアクセルワンに所属。

## 人物
音域はlowB - mid2G。
趣味はゲーム、音楽鑑賞。特技は珈琲を美味しく淹れる、バスケットボール。

## 出演
太字はメインキャラクター。

### テレビアニメ
2016年
- あまんちゅ!（男子B）
- ドリフェス!（いつきの同級生、ライブスタッフ）

2018年
- クラシカロイド（警察官C）
- 悪偶 -天才人形-（警官B）
- 夢王国と眠れる100人の王子様（ユメクイ）
- 中間管理録トネガワ（黒服B）
- キラッとプリ☆チャン（警察官）

2019年
- どろろ（兵B）
- 戦姫絶唱シンフォギアXV（研究員B、黒服A）
- 慎重勇者〜この勇者が俺TUEEEくせに慎重すぎる〜（モブ神）
- 超人高校生たちは異世界でも余裕で生き抜くようです!（コンラッド）
- GRANBLUE FANTASY The Animation Season 2（研究員）

2020年
- バビロン（政府スタッフA）
- ハイキュー!! TO THE TOP（寒河江勇将）
- ソマリと森の神様（異形）
- とある科学の超電磁砲T（アンチスキル、男）
- アイドリッシュセブン Second BEAT!（スタッフA）
- グレイプニル（三船の父）
- 炎炎ノ消防隊 弐ノ章（住民）
- ハクション大魔王2020（スタッフ）
- 魔法科高校の劣等生 来訪者編（チャールズ・サリバン）

2021年
- EX-ARM エクスアーム（重役A、重役、職員）
- たとえばラストダンジョン前の村の少年が序盤の街で暮らすような物語（軍人D）
- スライム倒して300年、知らないうちにレベルMAXになってました（「冴えた鷲」主人、ブルードラゴンA、店の客C）
- セブンナイツ レボリューション -英雄の継承者-（調査隊員）
- うらみちお兄さん（男）
- ジャヒー様はくじけない!（魔族B、住人B、客B、宅配業者、客A 他）
- BORUTO-ボルト- NARUTO NEXT GENERATIONS（シラベ）
- 鬼滅の刃 無限列車編
- SCARLET NEXUS（科学者）
- TSUKIPRO THE ANIMATION 2（親方）
- 月とライカと吸血姫（運送屋A）
- 世界最高の暗殺者、異世界貴族に転生する（騎士団長）

2022年
- ハコヅメ〜交番女子の逆襲〜（和流崎の夫）
- 薔薇王の葬列（男性従者B）
- 群青のファンファーレ（校長、厩務員）
- 乙女ゲー世界はモブに厳しい世界です（男子生徒）
- ニンジャラ（帽子の男、御庭番衆、ハート、犯人）
- ユーレイデコ（警備ドローン、住人C）
- オーバーロードIV（ヨオズ）
- 最近雇ったメイドが怪しい（鮮魚店店主、算数の先生、先生）
- ポプテピピック（第2期）（男、酔っ払い客、スズメ師匠）
- 聖剣伝説 Legend of Mana -The Teardrop Crystal-（宿屋主人）

2023年
- アルスの巨獣（街人）
- 久保さんは僕を許さない（ヒーロー）
- 機動戦士ガンダム 水星の魔女（ニュース映像）
- 【推しの子】（警官）
- ゾン100〜ゾンビになるまでにしたい100のこと〜（男性ゾンビ）
- 冒険大陸 アニアキングダム（ゴホンヅノカブト）
- はめつのおうこく（兵士）
- ポーション頼みで生き延びます!（バルドー）

2024年
- 最弱テイマーはゴミ拾いの旅を始めました。（町人）
- SHY 東京奪還編（夏川）
- るろうに剣心 -明治剣客浪漫譚- 京都動乱（新月村村民）
- 嘆きの亡霊は引退したい（フリック・ペトシン）
- ありふれた職業で世界最強 season 3（亜人）
- トリリオンゲーム（2024年 - 2025年、業界人、大物芸人）

2025年
- 名探偵コナン（男性アナウンサー）
- Aランクパーティを離脱した俺は、元教え子たちと迷宮深部を目指す。（マストマの従者）
- ドラえもん（テレビ朝日版第2期）（警察官）
- 地獄先生ぬ〜べ〜 (2025)（蒲田先生）
- 強くてニューサーガ（ジングス兵A）
- 勇者パーティーを追放された白魔導師、Sランク冒険者に拾われる 〜この白魔導師が規格外すぎる〜（盗賊）

### 劇場アニメ
- 百日紅（2015年）
- 劇場版 黒執事 Book of the Atlantic（2017年）
- ハイキュー!! 才能とセンス（2017年、青城一年生B）
- THE FIRST SLAM DUNK（2022年、山王工業ベンチメンバー）

### Webアニメ
- ガンダムビルドダイバーズRe:RISE（2019年、長老）
- スペシャルアニメ「死役所」（2022年[15]）
- グッド・ナイト・ワールド（2023年、若者）
- SAND LAND: THE SERIES（2024年、フォレストランド王国軍兵士）
- グリム組曲 シンデレラ（2024年、舞踏会の男性）

### ゲーム
2010年代
- 夏色ハイスクル★青春白書（2015年）
- カルマオンライン（2018年、サルマース）

2020年代
- ビルシャナ戦姫 〜源平飛花夢想〜（2020年、覚日）
- ビルシャナ戦姫 〜一樹の風〜（2022年、覚日）
- コードギアス 反逆のルルーシュ ロストストーリーズ（2022年）
- BLUE PROTOCOL（2023年）

### ドラマCD
- 引き籠もりヒーロー外伝「アレクサンドラの怪人＆ヒーローレポート」（カミ）

### BLCD
- 親愛なるジーンへ
- 世界のまんなか イエスかノーか半分か2
- そんなに言うなら抱いてやる[20]
- 山田と少年（親友）

### 特撮
- ウルトラマンタイガ（2019年、ペダン星人の声）

### 吹き替え

#### 映画
2015年
- アイヒマン・ショー/歴史を映した男たち（ロイ・セドウェル〈ディラン・エドワーズ〉）
- 第3の愛

2016年
- クルキッドマン/歪み男
- デッド・フレンド・リクエスト（タイラー・マコーミック〈ウィリアム・モーズリー〉）
- 華麗なるリベンジ（イ・ジンソク〈パク・ジョンファン〉）
- MASTER/マスター（眼鏡男〈チョ・ヒョンチョル〉）
- ラン・スルー・ザ・ナイト（プログラマー）
- 封神伝奇 バトル・オブ・ゴッド（姫雷）
- LBJ ケネディの意志を継いだ男（ロバート・F・ケネディ〈マイケル・スタール＝デヴィッド〉）
- レイルロード・タイガー
- 否定と肯定（ジェームズ・リブソン〈ジャック・ロウデン〉）

2017年
- 記者たち 衝撃と畏怖の真実（ウォーレン・ストロベル〈ジェームズ・マースデン〉）
- ヴァレンタイン ヒーロー誕生（イルジェン・ブマンタラ警視長〈フェンディ・プラダナ〉）
- ラバーズ・アゲイン（ジョエル〈タイラー・ロス〉）
- 神と共に 第一章:罪と罰（スホン〈キム・ドンウク〉）
- タクシー運転手 約束は海を越えて（チェ記者〈パク・ヒョックォン〉）
- 操作された都市（ミン・チョンサン〈オ・ジョンセ〉）
- ビヨンド・ザ・スピード（ジジ〈マティアス・スーナールツ〉）
- トンネル 闇に鎖された男（新米隊員〈チョ・ヒョンチョル〉）
- ザ・キング（チェ・ドゥイル〈リュ・ジュンヨル〉）
- コンフィデンシャル/共助（ソン・ガン〈コン・ジョンファン〉）

2018年
- ザ・アウトロー（ガス・ヘンダーソン〈モー・マクレー〉）
- ハイ・ライフ（モンテ〈ロバート・パティンソン〉）
- ソード・オブ・レジェンド 古剣奇譚（シェン・イエ〈ゴッドフリー・ガオ〉）
- 神と共に 第二章:因と縁（スホン〈キム・ドンウク〉）
- リアル（サ・トジン〈チョ・ウジン〉）
- SHADOW/影武者（都督 / 影武者〈ダン・チャオ〉）
- 大脱出2（ルーク〈ジェシー・メトカーフ〉）

2019年
- アイアン・スカイ 第三帝国の逆襲（サーシャ〈ウラジミル・ブラコフ〉）
- 山猫は眠らない7 狙撃手の血統（ジョン・サムソン〈ジョー・ランドー〉）
- T-34 レジェンド・オブ・ウォー（イオノフ〈ユーリー・ボリソフ〉）
- ムトゥ 踊るマハラジャ（ヴァライヤーパティ〈ヴァディヴェール〉）
- ナイト・オブ・シャドー 魔法拳
- ガリー
- ゾンビ津波（アコニ）
- レッド・スネイク（アル・ブリターニ〈マークライダー〉）
- 白頭山大噴火（テシク中士）
- パラサイティック（ドン）
- バトル・オブ・チェルノブイリ 危険区域（ガリ〈カロル・コピエツ〉）

2020年
- 野獣処刑人 ザ・ブロンソン（ビリー〈サム・ストーリー〉）
- スーパーティーチャー 熱血格闘（レイ・ワンチョン〈ジャック・ロク〉）
- PMC:ザ・バンカー（ローガン〈スペンサー・ダニエルズ〉）
- 無敵のドラゴン（モウ〈エンディ・チョウ〉）
- エクストリーム・ジョブ（テッド・チャン〈オ・ジョンセ〉）
- パラサイト 半地下の家族（ミニョク〈パク・ソジュン〉）※ソフト版
- 新喜劇王（チャーリー〈チャン・チュエンダン〉）
- ミッドサマー（イングマール〈ハンプス・ハルベリ〉）
- サーホー（ヴィシュワク / イクバール〈アルン・ヴィジャイ〉）
- ジェイド・ダイナスティ 破壊王、降臨。（小凡〈シャオ・ジャン〉）
- 殺人狂騒曲 第9の生贄（ガニン〈ドミトリー・リセンコフ〉）
- 三国志 -周瑜と孫策-（孫策〈ワン・ズーチェン〉）
- 鬼手（ウェトリ〈ウ・ドファン〉）
- オン・ザ・ロック（オキャラハン巡査〈マイク・ケラー〉）
- ヴァレンタイン ヒーロー誕生（ブマンタラ）
- インビジブル・スパイ（デーモン〈チャン・イーチー〉）
- Uボート:235 潜水艦強奪作戦
- AK-47 最強の銃 誕生の秘密（カラシニコフ〈ユーリー・ボリソフ〉）
- クリムゾン・レイド（ニキータ〈アイバン・コティク〉）
- アンジー 復讐の使者（サム〈サラワット・マードソン〉）
- バトル・オブ・ダンジア 魔獣大戦（大師匠〈ワン・ホンチェン〉）
- スティール・シャドー 五代十国伝（小魔〈チャオ・リャン〉）

2021年
- ケイト
- スパイ・コード:CICADA 3301（カーヴァー〈アラン・リッチソン〉）
- バトル・オブ・ダンジア 魔獣大戦（大師匠〈ワン・ホンチェン〉）
- A-X-L/アクセル（アンドリック〈ドミニク・レインズ〉）
- レスキュー（リウ・ビン〈リー・ミンチョン〉）
- 21ブリッジ（レイモンド・ジャクソン〈テイラー・キッチュ〉）
- 王朝の陰謀 判事ディーと天空の塔（ツイ・ジン〈シャン・ミンカイ〉）
- レジェンド・オブ・カンフー 太極拳（張三豊〈リュー・イーチェン〉）
- フラッシュバック（ハーマン）
- ハチとパルマの物語
- シラノ
- パワー・オブ・ザ・ドッグ
- ドント・ルック・アップ（アドゥル）
- デッドロック（ブーン〈マシュー・マースデン〉）
- ナイトライド 時間は嗤う（グレアム）
- フューリアス ワン（ポゴージン）
- エージェント・オブ・メモリーズ 記憶犯罪捜査官（フレディ）
- スリングショット（イーフェイ〈ファン・イーチェン〉）
- アース・レスキュー・デイ（リュウ･コウ〈フー・イーレン〉）

2022年
- インフィニット 無限の記憶（1985年のバサースト〈ルパート・フレンド〉）
- エブリシング・エブリウェア・オール・アット・ワンス
- スパイダーマン:ノー・ウェイ・ホーム
- 極道統一（カークイ〈ロン・ン〉）
- クライ・マッチョ
- それだけが、僕の世界（格闘家〈パク・ジフン〉）
- キングメーカー 大統領を作った男（パク秘書〈キム・ソンオ〉）
- チェルノブイリ1986（ヴァレリィ〈フィリップ・アヴデーエフ〉）
- エノーラ・ホームズの事件簿2
- ジュラシック・アース 新たなる覇者（チャン・ヤン〈ルオ・イークン〉）
- シャドー・ウォー 聖戦（イルハン〈イスマイル・フィリス〉）
- スナイパー コードネーム:レイブン（ミコラ〈パーヴェル・アルドシン〉）
- デンジャラス・プレイス（ジェイク・ブラウン〈マイケル・シロウ〉）
- レイモンド&レイ
- ヴィーガンズ・ハム（アレクサンドル〈ロビー・シナシ〉）
- 声 姿なき犯罪者（クァク〈キム・ムヨル〉）
- 1950 鋼の第7中隊（梅生〈チュー・ヤーウェン〉）
- 1950 水門橋決戦（梅生〈チュー・ヤーウェン〉）
- エアフォース（マンティス・ザフ〈アイマン・ハキーム・リザ〉）
- アバター:ウェイ・オブ・ウォーター
- ランボー ラスト・ブラッド（青年1）※BSテレ東版

2023年
- バビロン
- ドアーズ（プライス）
- ボイリング・ポイント/沸騰（フリーマン〈レイ・パンサキ〉）
- 別れる決心（サノ〈パク・ジョンミン〉）
- MEMORY メモリー（ウーゴ・マルケス〈ハロルド・トレス〉）
- インディ・ジョーンズと運命のダイヤル
- ウルフパック/狼群（柯童〈アーリフ・リー〉）
- マッド・ハイジ（マイリ〈キャスパー・ヴァン・ディーン〉）
- ジュラシック・ランド 最強の者たち（アン・ドン〈ヤン・シァンイェ〉）
- RRR（エドワード〈エドワード・ソネンブリック〉、ジェイク〈エドゥアルド・ブハク〉、ペッダイヤ〈マカランド・デシュパンデ〉）
- キラーズ・オブ・ザ・フラワームーン
- ボーイズ・イン・ザ・ボート 若者たちが託した夢（ジム）
- ガスパールとの24時間（ヤディ）
- THE WITCH/魔女 -増殖-（チャン〈イ・ジョンソク〉）

2024年
- 唐獅子仮面/LION-GIRL（芳年）
- ARGYLLE/アーガイル
- 運び屋（サル〈ポール・リンカーン・アラヨ〉）※BSテレ東版
- ライド・オン（ホーの秘書）
- マンガー・ブラザーズ
- 俺らのマブダチ リッキー・スタニッキー
- 健康"超"分析: 知られざるオナカの世界（ジョン）

2025年
- チャーリー（ダルマ〈ラクシット・シェッティ〉）
- ミッション:インポッシブル/ファイナル・レコニング（ピルズ〈スティーブン・オヨン〉）

#### ドラマ
- アーマードサウルス（パク・ヒョクス ）
- Accidente/アクシデンテ（チャロ・メヒアス）
- 暗黒と神秘の骨 シーズン2
- イカゲーム
- ウィッチャー シーズン2
- 海街チャチャチャ
- 運命の7秒（ピート・ヤブロンスキー）
- エリック（ブルーノ・ディ・バリ）
- 教えて? ネコのココロ
- カーニバル・ロウ（ジョナ、ファーガス、クイル 他）
- カウボーイビバップ（カルロス〈ルイス・ムランガ〉）
- カオスなサマー（グリフ）
- カンガセイロ 〜ブラジル盗賊団〜
- ギルデッド・エイジ -ニューヨーク黄金時代-（ティモシー・トーマス・フォーチュン）
- クラークソンズ ファーム
- クリックベイト（ジョセフソン）
- 黒い王妃 カトリーヌ・ド・メディシス
- 刑事ヴィスティング〜殺人鬼の足跡〜
- 剣の詩
- ゴーストライター（マコーマック）
- ザ・ウィドウ 〜真実を求めて〜
- ザ・スパイ -エリ・コーエン-
- 殺人者のパラドックス
- ザ・ボーイズ
- ザ・ルーキー 40歳の新米ポリス!? #16
- 三国志 Secret of Three Kingdoms（司馬懿〈エルビス・ハン（韓東君）（中国語版）〉）
- シーズ・ガッタ・ハヴ・イット（サント）
- シカゴ P.D. シーズン2
- ジニー&ジョージア（ザイオン〈ネイサン・ミッチェル〉）
- シャイニング・ガール（ゲイリー）
- スイート・マグノリアス
- ダーマー（トレイシー、ソパ）
- ターン・アップ・チャーリー 〜人生アゲていこう!〜（ダニー）
- たった一人の私の味方
- ツイステッド・メタル（ラウド〈リチャード・カブラル〉[55]）
- ディスカバリー・オブ・ウィッチズ（ドミニコ・ミケーレ）
- 哲仁王后〜俺がクイーン!?（キム・ビョンイン〈ナ・イヌ〉[56]）
- デビルズ・アワー〜3時33分〜
- DOMドン 〜若きギャングの物語〜 シーズン3
- ナックルズ
- ナルコス:メキシコ編 シーズン3
- ニュールック（クリストバル・バレンシアガ）
- ピーキー・ブラインダーズ シーズン6
- ビッグ・ドア・プライズ 人生の可能性、教えます
- フィール・グッド シーズン2
- 病院船〜ずっと君のそばに〜（ウジェ、ジョンホ 他）
- ファウンデーション シーズン2
- 僕の失恋サバイバル術 シーズン3
- ホット・ゾーン：アンスラックス（ライリー 他）
- マスターズ・オブ・ザ・エアー
- マラドーナ 〜夢をつかんだ神の子〜（コルネホ、モルサ）
- LUCIFER/ルシファー シーズン5
- Lupin/ルパン
- レジデント・エイリアン 〜宇宙からの訪問者〜（ジミー）
- ロスト・イン・スペース シーズン3

#### テレビ番組
- 潜入! 世界の危険な刑務所
- ハイスコア: ゲーム黄金時代（ディラン・カスバート）
- ビッグ・フラワー・ファイト

#### アニメ
2017年
- バーフバリ 失われた伝説（ヴァラー）

2019年
- プレイモービル マーラとチャーリーの大冒険（スカーヴィー）
- ラブ、デス&ロボット（ディ―コン）

2020年
- アカデミー・オブ・マジック オーラと魔法学校の秘密（ヨーデル）
- フィアレス スーパー・ベイビーズに立ち向かえ!

2021年
- プレイモービル マーラとチャーリーの大冒険（スカーヴィー）
- インビンシブル〜無敵のヒーロー〜 シーズン2
- ナタ転生

2022年
- スマーフ（グラウチー）
- カンフー・パンダ: 龍の戦士たち
- ラック〜幸運をさがす旅〜

2023年
- ハムスターとグレーテル
- トランスフォーマー アーススパーク（2023年 - 2024年、警官、農夫、捜査官、戦闘員、ヒゲの男）

2024年
- ユニコーンのテルマ（トラック運転手）
- ディーとなかまのオズの国（スウォート・ファニガンズ）

### デジタルコミック
- コールドゲーム（2021年、ケイネス[62]）
- 日本なにわ国（2024年、木田 邦秋 [63]）

### ナレーション
- フジテレビワンツーネクスト（番組宣伝）

### ボイスオーバー
- ドキュランドへようこそ
- BS世界のドキュメンタリー